# La venganza (película de 1984)
La venganza (o The Hit) es una película dirigida por Stephen Frears estrenada en 1984 y protagonizada por John Hurt, Terence Stamp y Tim Roth.
La película fue lanzada en DVD por The Criterion Collection en abril de 2009.
La música inicial es de Roger Waters y Eric Clapton. Así como Paco de Lucía, el guitarrista español de flamenco, ejecuta la banda sonora.

## Sinopsis
Willie Parker (Terence Stamp), un antiguo gánster inglés que se convirtió en delator, lleva diez años viviendo en una aislada aldea española con una nueva identidad. Pero los mafiosos a los que traicionó descubren su paradero y encargan a dos asesinos a sueldo (John Hurt y Tim Roth) que lo secuestren y lo trasladen a París. Sin embargo, las cosas se tuercen cuando, después de raptar a Parker, los criminales comienzan a verse acosados por la policía española.

## Reparto
- John Hurt - Braddock
- Terence Stamp - Willie Parker
- Tim Roth - Myron
- Laura del Sol - Maggie
- Bill Hunter - Harry
- James Lombard - Billy Morrison
- Fernando Rey - Senior Policeman